# Tóth Magdolna (kertészmérnök)
Tóth Magdolna (Nyírgyulaj, 1951. július 27. –) magyar kertészmérnök, pomológus, egyetemi tanár, a Magyar Tudományos Akadémia doktora.

## Életpályája
1983-ban lett a mezőgazdasági tudomány kandidátusa, 2007-től az MTA doktora. 2012-ben és 2015-ben levelező tagságra ajánlották. Doktori iskola vezető (2008-2016), szakterületén nemzetközileg elismert. Az MTA Tudományetikai Bizottságának tagja (2008-2014), az MTA Kertészeti Bizottságának elnöke (2011-2017). Közel két évtizedig a kertészmérnök főiskolai szak, majd BSc szak és a Kertészettudományi Doktori Iskola vezetője, az Élettudományi Doktori Tanács, valamint az Egyetemi Doktori Tanács tagja. A doktori iskolában irányításával 14 fő szerzett PhD fokozatot. Hazai és nemzetközi folyóiratok szerkesztőbizottságának tagja, 2003 és 2011 között a Kertgazdaság folyóirat főszerkesztője. 2003. július 1. és 2010. szeptember 30. között a Budapesti Corvinus Egyetem Kertészettudományi Kar dékánjaként, majd 2010. július 1-től 2011. december 31-ig az Egyetem oktatási rektorhelyetteseként is tevékenykedett. Két akadémiai évben a Budapesti Corvinus Egyetem Budai Campusának elnöke, 2003–2016 között a Gyümölcstermő Növények Tanszék vezetője volt.
Kutatási területe gyümölcsfajtaértékelés, rezisztencianemesítés, rezisztenciakutatások, új nemesítési génforrások felkutatása, egyes morfológiai, pomológiai és biológiai jellemzők és genetikai hátterük vizsgálata. A multirezisztenciára irányuló hazai almanemesítés megalapozója és a tanszéken a kilencvenes évek elejétől 2016-ig a vezetője volt.

## Publikációi
Kilenc szakkönyv és 57 könyvfejezet szerzője. Publikációinak listáját, amely 2023. április 30-án 553 címet tartalmazott, az MTMT honlapja tartalmazza. Nemesítési munkásságának eredményeként a hazai gyümölcsfajta választék 12 államilag elismert almafajtával bővült, melyek közül hat multirezisztens, azaz több betegséggel szemben ellenálló, három varasodásrezisztens és három varasodásra toleráns. Elismert almafajtái: Almandin, Artemisz, Bellona, Cordelia, Damara, Feronia, Hesztia, Isolda, Karneol, Rodonit, Rosmerta, Veritas. 

## Díjai, kitüntetései
- Fleischmann Rudolf díj: 2018 Archiválva 2023. április 10-i dátummal a Wayback Machine-ben [3]
- Gábor Dénes-díj: 2012[6]
- Magyar Köztársasági Érdemrend tisztikeresztje: 2006
- Tankönyv Nívódíj (Mezőgazdasági Kiadó): 2006, 2012
- Nívódíj egyetemi tankönyvért: 2003
- Széchenyi professzori ösztöndíj (Oktatási Minisztérium): 1999
- Miniszteri Elismerő Oklevél (Földművelésügyi és Vidékfejlesztési Minisztérium): 1999